# Siegfried Matz
Karl Siegfried Matz, född 25 december 1890 i München, Tyskland, död 25 februari 1960 i Sofia församling i Stockholm, var en svensk jurist och ämbetsman. Han var far till debattören och översättaren Richard Matz, journalisten Edvard Matz och ämbetsmannen Walter Matz samt farfar till författaren Erling Matz och radiojournalisten Andreas Matz.

## Bakgrund och utbildning
Siegfried Matz var son till grosshandlaren Richard Matz och Mary Stricker. Familjen kom från Tyskland till Stockholm 1897. Han studerade juridik vid Stockholms högskola och blev juris kandidat där 1914, juris licentiat vid Uppsala universitet 1919 och juris doktor 1920.

## Karriär
Matz var amanuens i processkommissionen 1915–1919, sekreterare i  statsrådsberedningen 1922 och i jordruksdepartementet 1923–1924. Han var sekreterare i olika kommittéer under tiden 1920–1924, andre kanslisekreterare i justitiedepartementet 1925, extra ledamot å lagavdelningen 1926 och deltog i utredningar angående processreform. ekonomiska förberedelser 1927–1928. Matz var kommerseråd och chef för kommerskollegiets handels- och administrationsbyrå 1930–1956.
Han var utredare i handelsdepartementet för stenindustriella exportfrågor 1933 samt rationalisering 1934, ordförande i förtroenderådet för Sveriges granitindustris exportförening 1933–1942, vice ordförande i clearingnämnden 1934–1945, ledamot av exportkreditnämnden 1938–1942, ordförande i statens steninköpskommitté 1936, ledamot av 37 års granitutredning, handhaft avbetalningsutredning 1945–1946 samt näringsrättsutredning från 1948. Han var ordförande i 51 års oljeutredning.

## Familj
Siegfried Matz var gift första gången 1918–1933 med Brita Thulstrup (1897–1986), dotter till borgmästaren Jakob Pettersson och Ebba Thulstrup. Brita Thulstrup, senare omgift Persson, var syster till skådespelaren Karl-Magnus Thulstrup och journalisten Åke Thulstrup. 
Andra gången var Siegfried Matz gift från 1934 med Elsie Gumaelius (1907–1996), dotter till ingenjören K.S. Olsson och T. Gumaelius. Siegfried Matz är begravd på Skogskyrkogården i Stockholm.